# Hoyt
Hoyt – pytanie o liczbę króli w licytacji szlemowej.
Stosowane po odpowiedzi na pytanie o asy (Blackwood). Pytaniem o króle jest następna odzywka po odpowiedzi na Blackwooda z pominięciem koloru uzgodnionego.